# 陳志翰
陳志翰（1974年10月16日—2019年4月4日），綽號「阿怪」，生於韓國首爾，台灣音樂製作人、音樂總監、程式設計師，專長華語流行音樂創作。曾以音樂團體男女組合「莊祖宜 and Two fish」在豐華唱片出道發跡，但只發行一張專輯後去服兵役。音樂人陳復明將他留在豐華唱片，為其試唱帶中的一首歌改詞，並交給張惠妹演唱，即是後來的《牽手》。之後轉入幕後專心於音樂創作，代表作有張惠妹的《三天三夜》、《牽手》、《Open your eyes》，范逸臣的《I Believe》、《彩虹》。曾與不少知名歌手合作過，其中包括張惠妹、范逸臣、陶晶瑩、蘇永康、古巨基、蕭敬騰等人。2019年4月4日，在北京突然病逝。

## 音樂創作

#### 歌曲
| 曲目                       | 歌手   | 創作部分              | 備註                           |
| -------------------------- | ------ | --------------------- | ------------------------------ |
| 《愛情未成年》             | 莊祖宜 | 作詞with 莊祖宜／作曲 |                                |
| 《想》                     | 阿妹妹 | 作詞／作曲            |                                |
| 《三天三夜》               | 張惠妹 | 作詞／作曲            |                                |
| 《牽手》                   | 張惠妹 | 作詞／作曲            |                                |
| 《Open Your Eyes》         | 張惠妹 | 作詞／作曲            |                                |
| 《給我感覺》               | 張惠妹 | 作詞with 鄔裕康       |                                |
| 《找一句新的話來說喜歡我》 | 夏宇童 | 作詞／作曲            |                                |
| 《想要》                   | 陶晶瑩 | 作詞／作曲            |                                |
| 《幸福的形狀》             | 蕭淑慎 | 作詞                  |                                |
| 《看緊我》                 | 蕭淑慎 | 作詞                  |                                |
| 《解釋我》                 | 范逸臣 | 作詞                  | 電視劇《麻辣鮮師》片頭曲       |
| 《除此之外》               | 范逸臣 | 作詞                  | 電視劇《麻辣鮮師》片尾曲       |
| 《彩虹》                   | 范逸臣 | 作詞                  |                                |
| 《就結束了》               | 范逸臣 | 作詞                  |                                |
| 《I Believe》              | 范逸臣 | 作詞                  | 電影《我的野蠻女友》中文主題曲 |
| 《無能為力》               | 張震   | 作詞                  |                                |
| 《不停有意外的世界》       | 蕭敬騰 | 作詞                  |                                |
| 《喜歡》                   | 古巨基 | 作詞／作曲            |                                |
| 《我們的童話》             | 曾寶儀 | 作詞／作曲            |                                |